# 阿瑟烏鄉

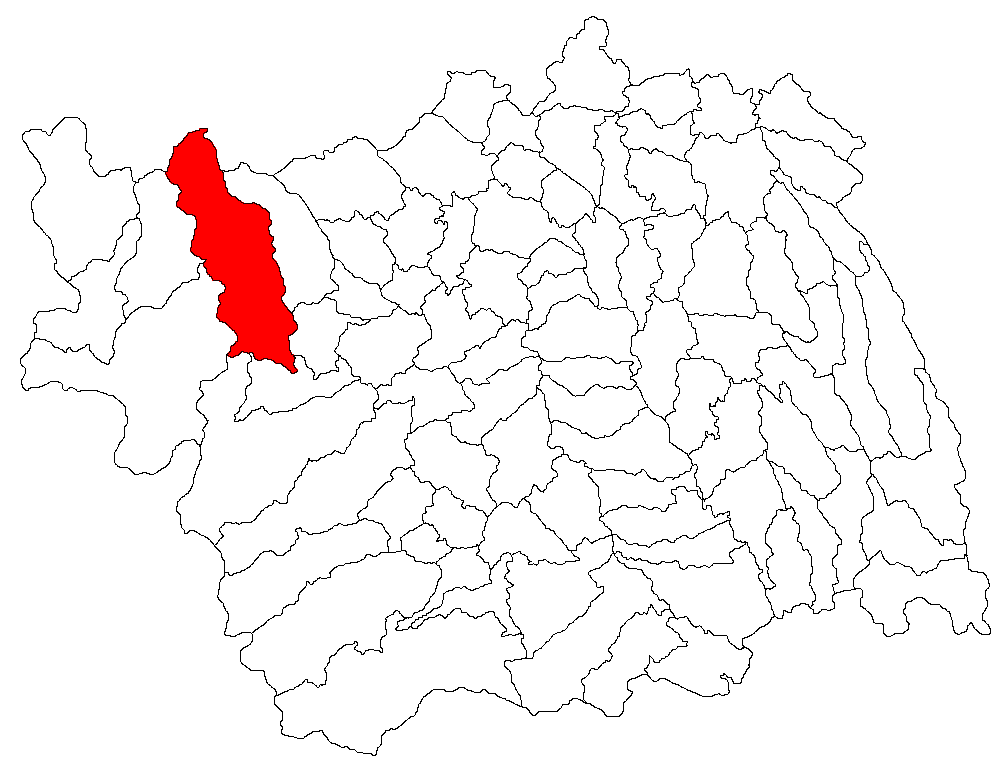
阿瑟乌乡地图

46°26′N 26°24′E / 46.433°N 26.400°E
阿瑟烏鄉（羅馬尼亞語：Comuna Asău, Bacău），是羅馬尼亞的鄉份，位於該國東北部，由巴克烏縣負責管轄，面積307平方公里，海拔高度418米，2007年人口7,316，人口密度每平方公里24人。